# Tour della nazionale maschile di rugby a 15 delle Tonga 2003
Tra il 2000 e il 2003, la nazionale di Tonga di "Rugby Union" si reca varie volte in tour per prepararsi al Coppa del mondo del 2003
Nel 2003 si reca in Nuova Zelanda e Australia, per completare la preparazione per la Coppa del Mondo di rugby 2003
| 7 giugno 2003 | New Zealand Māori | 47 – 12 | Tonga XV |  |

| Napier 7 giugno 2003 | NZ Divisional XV | 10 – 10 | Tonga XV |  |

| 22 giugno 2003 | Queensland Reds | 12 – 24 | Tonga XV |  |

| Canberra 28 giugno 2003 | ACT Brumbies XV | 25 – 13 | Tonga XV | Bruce Chatwin |